# 薛安克
薛安克（1957年3月—），男，浙江东阳人，中国控制理论专家，教授、博士生导师。

## 生平
1982年毕业于山东大学，1986年取得东北重型机械学院工业自动化硕士学位，1997年取得浙江大学自动化专业工学博士学位；2003年6月至2017年4月任杭州电子科技大学校长。